# Kaki

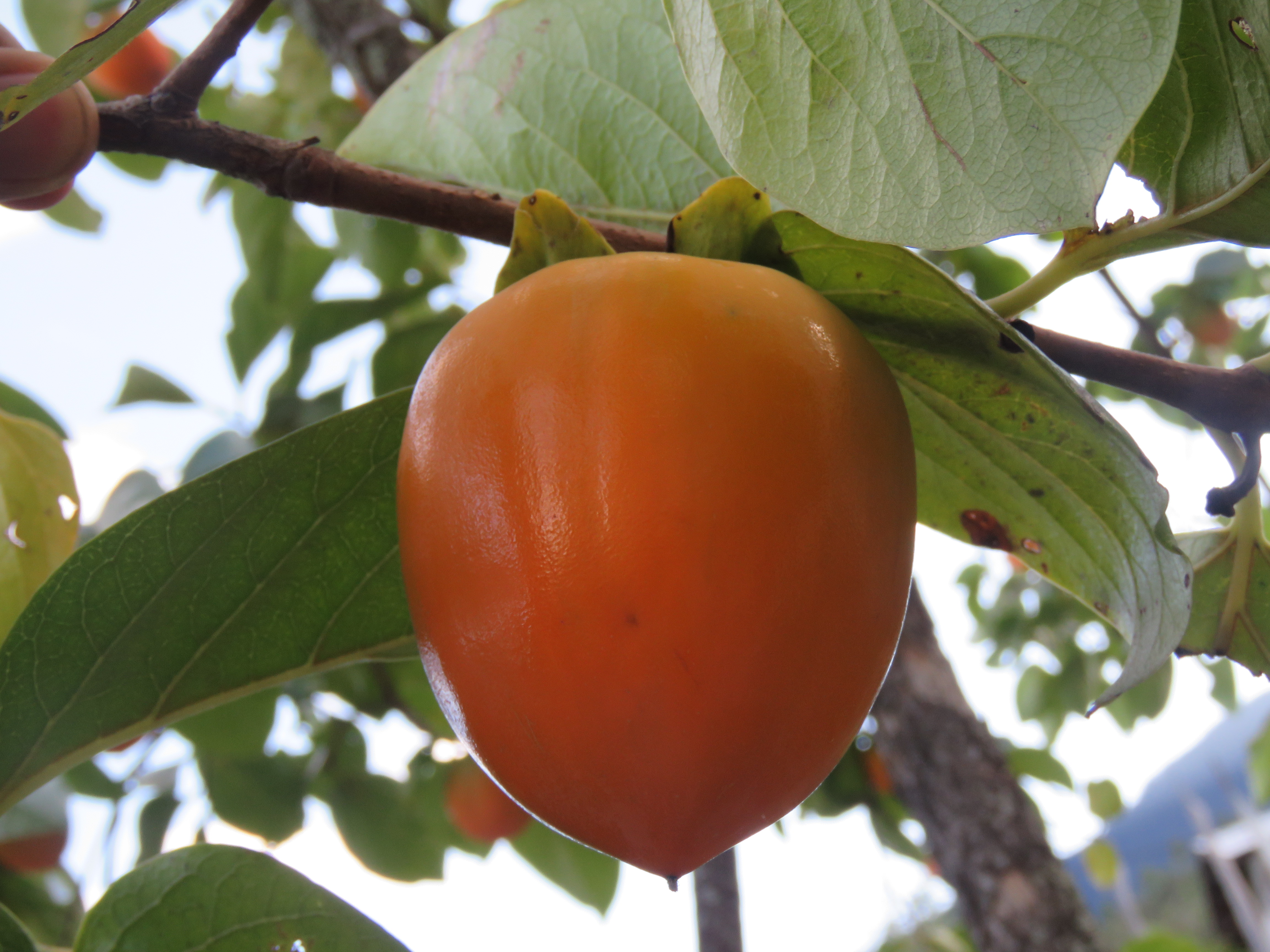
Kaki rostoucí na tomelu japonském (Diospyros kaki)

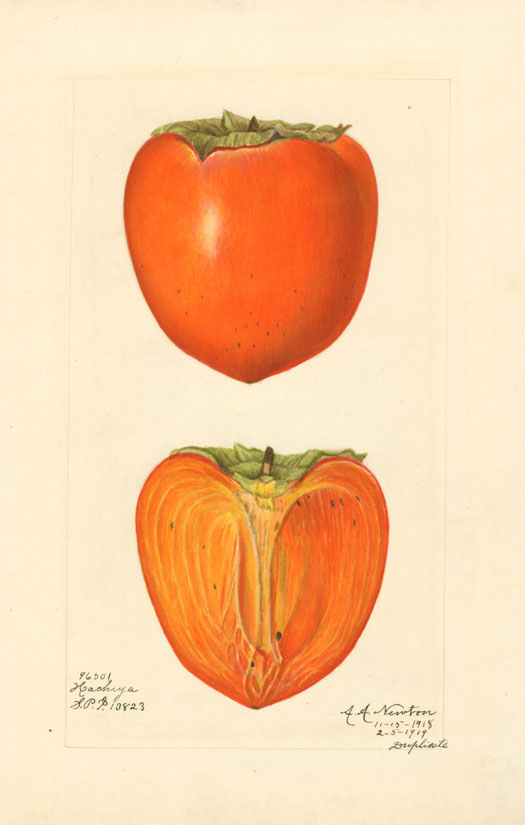
Kaki na kresbě z roku 1887

Kaki (někdy také tomel nebo churma) je plod ovocného stromu tomelu japonského (Diospyros kaki) z čeledi ebenovitých. Botanický název druhu (Diospyros) znamená „Diovo ovoce“. Pro kaki se používá mnoho názvů, mimo výše uvedené například kakichurma, anglicky nebo německy též asijský nebo japonský persimmon, šaronské ovoce, korejské mango, medové jablko, uruguayský pomeranč nebo  indické pomelo  nebo australské rajče nebo  čínská švestka. Sharon fruit je obchodní značka pro ovoce, které se nechává dozrát uměle pomocí chemických látek.
Přestože se v Číně pěstuje už přes 2000 let, vědecky bylo poprvé popsáno až v roce 1780.
Plody mají jasně oranžovou barvu, tvarem připomínají pomeranč nebo rajče (jiný kultivar) a dorůstají do průměru 5–8 cm. Toto exotické ovoce je chutné jen dobře vyzrálé, má specifickou sladkou chuť (něco mezi broskví a melounem s nádechem vanilky). Málo zralé plody a zejména slupka mají svíravou trpkou chuť způsobenou vysokým obsahem taninů.
Podobné jedlé plody rostou také na blízce příbuzných stromech tomelu obecném a tomelu viržinském, které jsou mrazuvzdorné a je možné je pěstovat i ve střední Evropě. Tyto plody ovšem dosahují menší velikosti a horší chuti.

## Rozšíření
Pochází z jihovýchodní Asie (Čína). Dnes je rozšířený v subtropech téměř celého světa, od Asie po Ameriku. Roste také například v jižní části Ukrajiny. Před rokem 1989 se plody kaki dovážely nejčastěji z Albánie, ale také z Itálie, kde lze na stromy s krásně zbarvenými plody narazit již po přejezdu Brenneru.

## Konzumace
Kaki je velmi chutné samo o sobě, slupka se může konzumovat, ale většinou se loupe. Další možností je například plod naříznout, jakmile je dužina měkká (dozraje i při pokojové teplotě), pokapat citronovou nebo limetkovou šťávou a vybírat malou lžičkou. Zcela zralá dužina je mazlavá, má až marmeládovou konzistenci. Kaki se také přidává do ovocných salátů, dezertů, zmrzlin, omáček a sladkých rýžových jídel. Vyrábějí se šťávy, marmelády a želé. Oblíbené je i kaki sušené.
Plody kaki se sklízejí ještě nezralé, aby přežily dlouhý transport. Plody by při nákupu neměly být otlačené. Kaki se konzumuje, když je na omak měkké. Proto se musí kupovaná kaki nechat dozrát.
Pojídání tomelů se doporučuje lidem s nemocnými játry a ledvinami, při výzkumu na potkanech totiž bylo zjištěno, že pomáhá trávit tuky.[zdroj?] Dužina obsahuje velké množství vitaminu C a až 20 % cukrů. Energetická hodnota 100 g kaki je cca 293 kJ (70 kcal). [zdroj?] Tomel se konzumuje čerstvý, sušený i proslazovaný.
Nadměrná konzumace (málo zralé trpké plody) plodů může vést ke vzniku specifických útvarů z nestrávených zbytků v žaludku, tzv. diospyrobezoárů které způsobují zdravotní obtíže. Taniny obsažené v plodech spolu se žaludečními šťávami koagulují v lepkavou hmotu stmelující nestrávené zbytky v žaludku.

## Složení kaki
Kaki obsahuje ve 100 g čerstvého plodu přibližně:
- voda: 80 g
- energie: 70 kcal (293 kJ)
- bílkoviny: 0,58 g
- tuky: 0,19 g
- vláknina: 3,6 g
- cukry: 12,5 g, z toho sacharóza 1,5 g, glukóza 5,4 g, fruktóza 5,6 g
- minerální látky: Ca 8 mg, Fe 0,15 mg, Mg 9 mg, P 17 mg, K 161 mg, Zn 0,11 mg, Cu 0,113 mg, Mn 0,355 mg, Se 0,6 μg
- vitamíny: vitamín C 7,5 mg, thiamin 0,03 mg, riboflavin 0,02 mg, niacin 0,1 mg, vitamín B6 0,1 mg,
- β-karoten: 253 μg.[5]